# Atletismo nos Jogos Pan-Americanos de 2015 - Arremesso de peso masculino
A competição do arremesso de peso masculino foi um dos eventos do atletismo nos Jogos Pan-Americanos de 2015, em Toronto. Foi disputada no Estádio CIBC de Atletismo Pan e Parapan-Americano no dia 21 de julho.

## Calendário
Horário local (UTC-4).
| Data        | Horário | Fase  |
| ----------- | ------- | ----- |
| 21 de julho | 18:10   | Final |

## Medalhistas
| Ouro   | JAM O'Dayne Richards |
| Prata  | CAN Tim Nedow        |
| Bronze | ARG Germán Lauro     |

## Recordes
Recordes mundial e pan-americano antes da disputa dos Jogos Pan-Americanos de 2015.
| Tipo                             | Atleta          | Marca   | Local       | Data                  |
| -------------------------------- | --------------- | ------- | ----------- | --------------------- |
|                                  | Randy Barnes    | 23,12 m | Westwood    | 20 de maio de 1990    |
| Recorde dos Jogos Pan-Americanos | Dylan Armstrong | 21,30 m | Guadalajara | 25 de outubro de 2011 |

## Resultados

### Final
| Colocação         | Atleta                   | Nacionalidade                | #1    | #2    | #3    | #4    | #5    | #6    | Marca | Notas                |
| ----------------- | ------------------------ | ---------------------------- | ----- | ----- | ----- | ----- | ----- | ----- | ----- | -------------------- |
| Medalha de ouro   | O'Dayne Richards         | JAM Jamaica                  | 20.36 | 21.69 | 20.50 | 20.07 | 20.23 | x     | 21.69 | ,                    |
| Medalha de prata  | Tim Nedow                | CAN Canadá                   | 19.42 | 19.25 | 19.49 | 20.09 | 20.53 | 20.46 | 20.53 | Recorde da temporada |
| Medalha de bronze | Germán Lauro             | ARG Argentina                | x     | 20.24 | x     | x     | x     | x     | 20.24 |                      |
| 4                 | Darrell Hill             | USA Estados Unidos           | 20.10 | x     | x     | x     | x     | x     | 20.10 |                      |
| 5                 | Jonathan Jones           | USA Estados Unidos           | 19.88 | 19.56 | x     | 19.54 | x     | x     | 19.88 |                      |
| 6                 | Darlan Romani            | BRA Brasil                   | 18.90 | 19.74 | x     | x     | 19.37 | x     | 19.74 |                      |
| 7                 | Dillon Simon             | DMA Dominica                 | 18.49 | 19.55 | x     | 19.27 | 18.96 | 19.54 | 19.55 |                      |
| 8                 | Stephen Sáenz            | MEX México                   | 18.55 | x     | 18.58 | 18.45 | x     | x     | 18.58 |                      |
| 9                 | Raymond Brown            | JAM Jamaica                  | 17.68 | 17.59 | 18.39 |       |       |       | 18.39 |                      |
| 10                | Timothy Hendry-Gallagher | CAN Canadá                   | 18.24 | x     | x     |       |       |       | 18.24 |                      |
| 11                | Mario Cota               | MEX México                   | 17.35 | 17.53 | x     |       |       |       | 17.53 |                      |
| 12                | Eldred Henry             | IVB Ilhas Virgens Britânicas | 16.47 | x     | x     |       |       |       | 16.47 |                      |

Legenda
| Recorde mundial                  | Recorde mundial (World record)               |                       | Recorde africano                      | Recorde africano (African) |                                           | Q | Classificado por posição (Qualified) |
| Recorde dos Jogos Pan-Americanos | Recorde pan-americano (Pan-American record)  | Recorde da América    | Recorde da América (Americas)         | q                          | Classificado por melhor tempo (Qualified) |   |                                      |
| Melhor marca do ano              | Melhor marca do ano (World leading)          | Recorde asiático      | Recorde asiático (Asian)              | DNS                        | Não largou (Did not start)                |   |                                      |
| Recorde nacional                 | Recorde nacional (National record)           | Recorde europeu       | Recorde europeu (European)            | DNF                        | Não terminou (Did not finish)             |   |                                      |
| Recorde pessoal                  | Recorde pessoal do atleta (Personal best)    | Recorde da Oceania    | Recorde da Oceania (Oceania)          | DSQ / DQ                   | Desclassificado (Disqualified)            |   |                                      |
| Recorde da temporada             | Recorde da temporada do atleta (Season best) | Recorde sul-americano | Recorde sul-americano (South America) | NM                         | Sem marca (No mark)                       |   |                                      |